# Stefano Travaglia
Stefano Travaglia (ur. 28 grudnia 1991 w Ascoli Piceno) – włoski tenisista.

## Kariera tenisowa
Zawodowym tenisistą został w 2008 roku. Wygrał pięć turniejów o randze ATP Challenger Tour w grze pojedynczej.
W grze pojedynczej jest finalistą jednego turnieju o randze ATP Tour.
Po raz pierwszy zakwalifikował się do drabinki głównej rozgrywek Wielkiego Szlema podczas Wimbledonu 2017. W finałowej rundzie eliminacji pokonał w pięciu setach Petera Polansky’ego, a w pierwszej rundzie turnieju głównego poniósł porażkę z Andriejem Rublowem.
W rankingu gry pojedynczej najwyżej był na 60. miejscu (8 lutego 2021), a w klasyfikacji gry podwójnej na 224. pozycji (31 stycznia 2022).

### Finały w turniejach ATP Tour
| Legenda                                      |
| -------------------------------------------- |
| Wielki Szlem                                 |
| Igrzyska olimpijskie                         |
| Tennis Masters Cup / ATP Finals              |
| ATP Masters Series / ATP Tour Masters 1000   |
| ATP International Series Gold / ATP Tour 500 |
| ATP International Series / ATP Tour 250      |

#### Gra pojedyncza (0–1)
| Końcowy wynik | Nr | Data          | Turniej   | Nawierzchnia | Przeciwnik    | Wynik finału |
| ------------- | -- | ------------- | --------- | ------------ | ------------- | ------------ |
| Finalista     | 1. | 7 lutego 2021 | Melbourne | Twarda       | Jannik Sinner | 6:7(4), 4:6  |

### Zwycięstwa w turniejach ATP Challenger Tour w grze pojedynczej
| Końcowy wynik | Nr | Data                | Turniej             | Nawierzchnia | Przeciwnik         | Wynik finału     |
| ------------- | -- | ------------------- | ------------------- | ------------ | ------------------ | ---------------- |
| Zwycięzca     | 1. | 7 maja 2017         | Ostrawa             | Ceglana      | Marco Cecchinato   | 6:2, 3:6, 6:4    |
| Zwycięzca     | 2. | 31 marca 2018       | Marbella            | Ceglana      | Guido Andreozzi    | 6:3, 6:3         |
| Zwycięzca     | 3. | 28 kwietnia 2019    | Francavilla al Mare | Ceglana      | Oscar Otte         | 6:3, 6:7(3), 6:3 |
| Zwycięzca     | 4. | 4 sierpnia 2019     | Sopot               | Ceglana      | Filip Horanský     | 6:4, 2:6, 6:2    |
| Zwycięzca     | 5. | 3 października 2021 | Sybin               | Ceglana      | Thanasi Kokkinakis | 7:6(4), 6:2      |